# Метт Осборн
Метью Вейд Осборн (27 липня 1957 - 28 червня 2013), відомий як Метт Борн, був американським професійним реслером. Осборн був реслером у другому поколінні, сином Тоні Борна і найбільш відомий як перший реслер, який зобразив персонажа Клоуна Доїнка.